# 히든 (1987년 영화)
《히든》(영어: The Hidden)은 미국에서 제작된 잭 숄더 감독의 1987년 SF 영화이다. 카일 매클라클런, 마이클 누리 등이 출연하였고, 로버트 셰이 등이 제작에 참여하였다. 출시명은 하이든이다.

## 줄거리
로스앤젤레스 경찰국 형사 토머스 벡은 FBI 특별 수사관 로이드 갤러거와 짝을 이뤄 일련의 기이한 사건을 추적해나간다.
인간 몸을 숙주로 삼는 다리가 여럿 달린 괄태충 형태의 외계인이 한 모범 시민의 신체를 장악해 로스앤젤레스 웰스 파고 은행을 턴다. 이 외계인은 페라리를 타고 도망치다가 차가 반파되면서 목숨이 경각에 달하자 실려간 병원에서 혼수 상태인 옆 침대 남자 몸으로 이동하여 역시 빨간색 페라리를 몬다. 곧이어 외계인은 스트리퍼, 부서장의 개, 부서장, 토머스의 파트너에게로 차례차례 몸을 옮겨다닌다.
사실 로이드의 정체는 다른 행성에서 자신의 가족과 파트너를 죽인 이 외계인 쾌락형 살인마를 쫓아온 외계 경찰 알하그였다. 진짜 로이드가 화재로 죽은 뒤 로이드의 몸에 존재를 의탁하고 있었던 것.
외계 살인마는 급기야 상원 의원에게 기생하여 대통령 후보 출마를 선언하는 기자 회견을 연다. 현장에서 토머스는 화염방사기를 써서 외계 살인마가 실체를 드러내게 만들고, 로이드 갤러거/알하그는 외계 생명체에게 통하는 무기로 그를 죽인다.
이 과정에서 부상을 입은 토머스가 결국 사망하여 그의 아내와 딸이 슬퍼하자 알하그는 로이드의 몸에서 토머스의 몸으로 옮겨탄다.

## 출연
- 카일 매클라클런 - 로이드 갤러거 역
- 마이클 누리 - 토머스 "톰" 벡 경사 역
- 클로디아 크리스천 - 브렌다 리 밴뷰런 역
- 클래런스 펠더 - 존 매스터슨 경위 역
- 클루 굴러거 - 에드 플린 경위 역
- 에드 오로스 - 클리프 윌리스 형사 역
- 리처드 브룩스 - 샌체즈 형사 역
- 래리 시더 - 브렘 형사 역
- 크리스 멀키 - 잭 더브리스 역
- 린 셰이 - 캐럴 밀러, 상원 의원 비서 역

## 기타 제작진
- 미술: C.J. 스트론, 믹 스트론